# Индуциомар
Индуциомар (лат. Induciomarus, Indutiomarus) — предводитель враждебной римлянам партии галльского племени треверов.
Возглавил восстание среди белгов (зимой 54 — 53 до н. э.) против римских войск, размещенных на зимовку в их стране. Пал в битве с войском Лабиена.